# Anpur, Yadgir
Anpur là một làng thuộc tehsil Yadgir, huyện Gulbarga, bang Karnataka, Ấn Độ.